# Diplurodes semijubata
Diplurodes semijubata är en fjärilsart som beskrevs av Louis Beethoven Prout 1929. Diplurodes semijubata ingår i släktet Diplurodes och familjen mätare. Inga underarter finns listade i Catalogue of Life.